# Esnes-en-Argonne
Esnes-en-Argonne is een gemeente in het Franse departement Meuse (regio Grand Est) en telt 124 inwoners (2005).
De plaats maakt deel uit van het kanton Clermont-en-Argonne in het arrondissement Verdun. Voor maart 2015 was het deel van het kanton Varennes-en-Argonne, dat op toen werd opgeheven.

## Geschiedenis
Tijdens de Eerste Wereldoorlog lag Esnes-en-Argonne lange tijd achter het Franse front tot de slag om Verdun. Het Duitse leger zette op 21 februari 1916 het offensief in op de oostelijke Maasoever begonnen naar op 6 maart werd het offensief uitgebreid naar de westelijke oever. Om de strategische heuvel Côte 304 in het noordenoosten van de gemeente werd hevig gevochten tussen maart en juni 2016 en de Duitsers namen de heuvel in maar het front stabiliseerde zich en Esnes-en-Argonne bleef tijdens de gehele oorlog in Franse handen. De plaats werd tijdens de gevechten grotendeels verwoest.

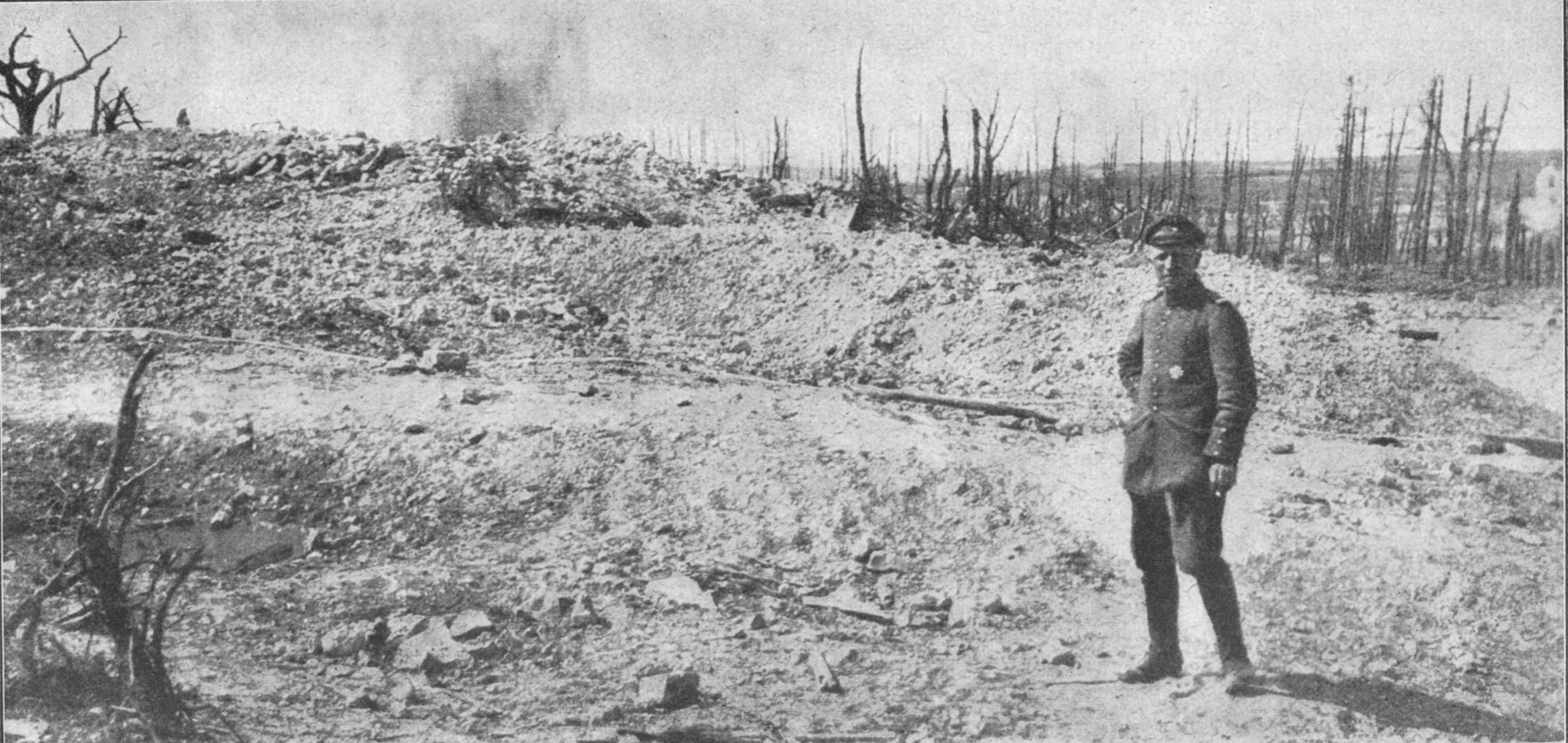
Côte 304 tijdens een gevechtspauze

In 1920 vond hier het eerste werkkamp plaats van de Service Civil International van de Zwitserse ingenieur Pierre Ceresole.

## Geografie
De oppervlakte van Esnes-en-Argonne bedraagt 14,9 km², de bevolkingsdichtheid is 8,3 inwoners per km².
De onderstaande kaart toont de ligging van Esnes-en-Argonne met de belangrijkste infrastructuur en aangrenzende gemeenten.

## Demografie
Onderstaande figuur toont het verloop van het inwonertal (bron: INSEE-tellingen).